# Pfarrhäuser Harpstedt

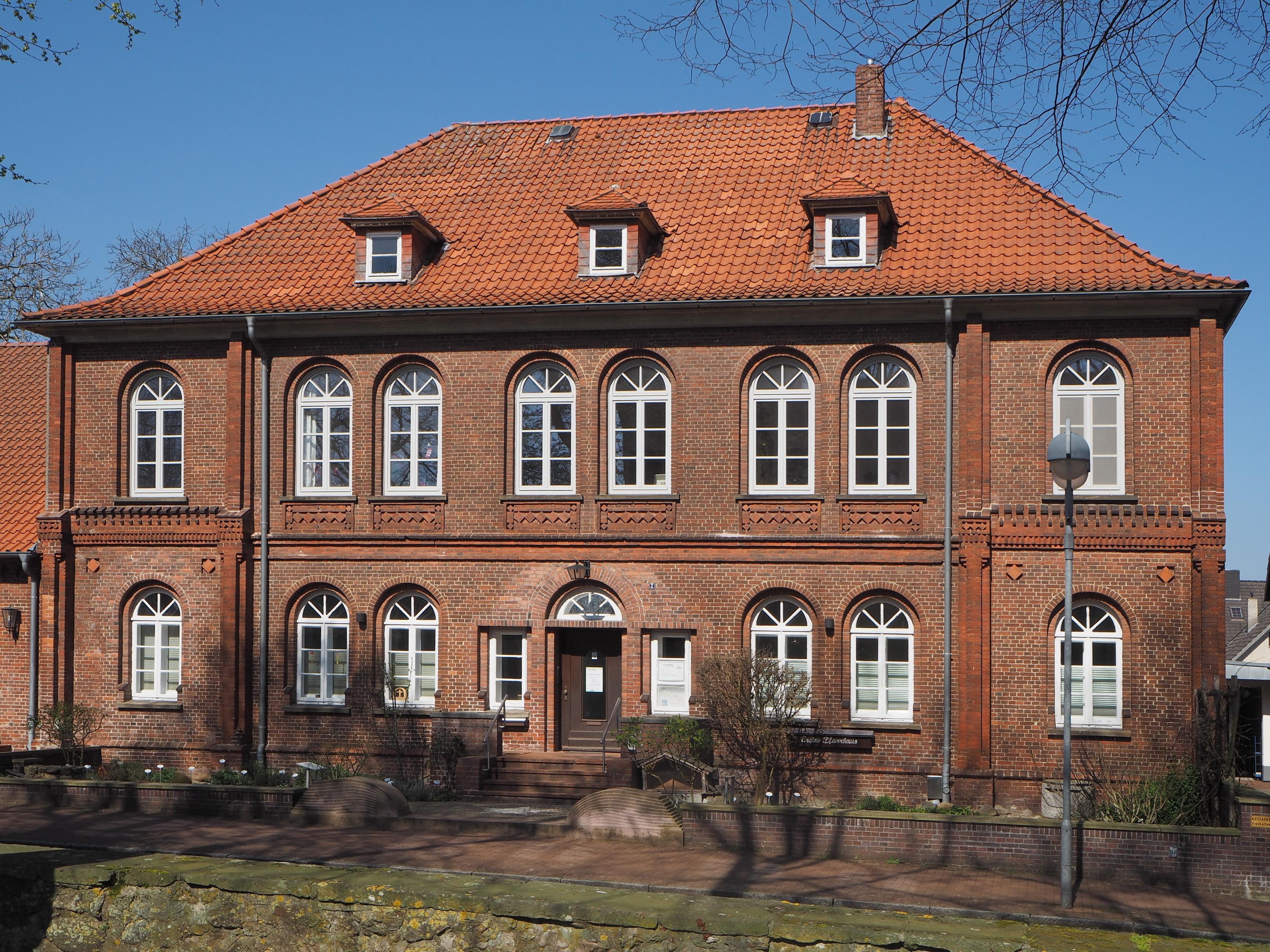
I. Pfarrhaus 1. Kirchstraße

Die Pfarrhäuser in Harpstedt, I. und II Kirchstraße am Marktplatz, stammen aus dem 18. und 19. Jahrhundert.
Die Gebäude stehen als Ensemble unter Denkmalschutz (Siehe auch Liste der Baudenkmale in Harpstedt).

## Geschichte
Harpstedt wurde 1203 erstmals urkundlich erwähnt als Harpenstede. 1739 zerstörte ein Ortsbrand das Zentrum des Ortes. Nur 25 von 114 Häusern blieben erhalten.
Unmittelbar nach dem Ortsbrand wurde ab 1741 mit dem Wiederaufbau des Ortes begonnen, nunmehr mit einem von Südsüdwest nach Ostnordost ausgerichteten rechteckigen Straßenraster und auch dem rechteckigen Marktplatz, an dem die beiden Pfarrhäuser stehen.
Früher gehörten zwei Pfarreien zur Christuskirche in Harpstedt mit Pfarrhäusern in der Ersten und Zweiten Kirchstraße. Bereits im 18. Jahrhundert konnte mangels Mitteln jedoch nur noch eine Pfarrstelle besetzt werden.

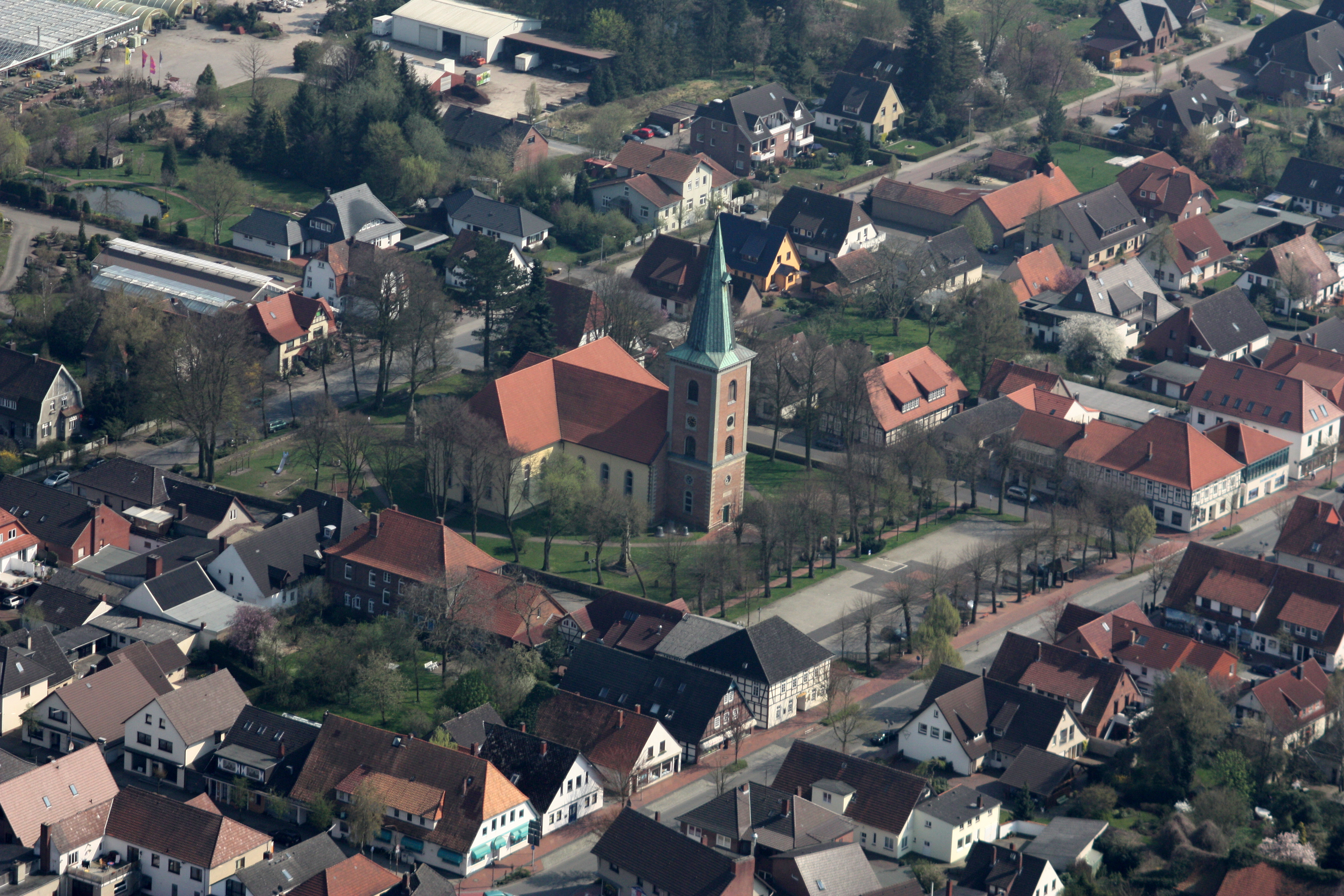
Marktplatz mit mittiger Christuskirche, links davon I. Pfarrhaus (Rückseite), rechts II. Pfarrhaus

1. PfarrhausDas zweigeschossige achtachsige verklinkerte historisierende Erste Pfarrhaus an der I. Kirchstraße mit einem Walmdach, den vier gliedernden Lisenen, den geschossteilenden Friesen, den Rundbogenfenstern, den Brüstungsreliefs mit Rautenmustern, der Freitreppe und dem großen hinteren Garten wurde 1868 (andere Quellen 1861) als Amts- und Pfarrhaus gebaut. Links daneben steht ein eingeschossiger Anbau mit Satteldach.
Es ist auch heute Sitz der evangelisch-lutherische Kirchengemeinde Harpstedt mit den Diensträumen im Erd- und der Pfarrwohnung im Obergeschoss.
Das Haus wurde 2012 (Fenster) und 2024–2025 umfassend saniert. Dabei wurden im Erdgeschoss alle Gemeinderäume konzentriert, die Diele dabei einbezogen als offene Küche und Begegnungsfläche sowie mit Räumen für die Jugendarbeit. Der mittige Saal wurde durch einen hinteren Anbau vergrößert.
2. PfarrhausDas verputzte eingeschossige Fachwerkhaus mit breitem Toreingang und einem Krüppelwalmdach mit mehreren Schleppgauben wurde 1740 gebaut. Es ist heute ein giebelständiges Wohn- und auch Pfarrhaus der Kirche.